# Nybrostrands fritidshusområde
Nybrostrands fritidshusområde är en bebyggelse i östra delen av samhället Nybrostrand i Ystads kommun i Skåne län, belägen vid kusten öster om Ystad och söder om Köpingebro. Här avgränsade SCB en separat småort 2010, namnsatt till Nybrostrands fritidshusområde. Denna bebyggelse hade växt samman med övriga Nybrostrand 2015.